# CHMP4B
CHMP4B (англ. Charged multivesicular body protein 4B) – білок, який кодується однойменним геном, розташованим у людей на короткому плечі 20-ї хромосоми. Довжина поліпептидного ланцюга білка становить 224 амінокислот, а молекулярна маса — 24 950.
| 10         |  | 20         |  | 30         |  | 40         |  | 50         |
| ---------- |  | ---------- |  | ---------- |  | ---------- |  | ---------- |
| MSVFGKLFGA |  | GGGKAGKGGP |  | TPQEAIQRLR |  | DTEEMLSKKQ |  | EFLEKKIEQE |
| LTAAKKHGTK |  | NKRAALQALK |  | RKKRYEKQLA |  | QIDGTLSTIE |  | FQREALENAN |
| TNTEVLKNMG |  | YAAKAMKAAH |  | DNMDIDKVDE |  | LMQDIADQQE |  | LAEEISTAIS |
| KPVGFGEEFD |  | EDELMAELEE |  | LEQEELDKNL |  | LEISGPETVP |  | LPNVPSIALP |
| SKPAKKKEEE |  | DDDMKELENW |  | AGSM       |  |            |  |            |

A: Аланін

D: Аспарагінова кислота

E: Глутамінова кислота

F: Фенілаланін

G: Гліцин

H: Гістидин

I: Ізолейцин

K: Лізин

L: Лейцин

M: Метіонін

N: Аспарагін

P: Пролін

Q: Глутамін

R: Аргінін

S: Серин

T: Треонін

V: Валін

W: Триптофан

Кодований геном білок за функцією належить до фосфопротеїнів. 
Задіяний у таких біологічних процесах, як транспорт, транспорт білків, ацетилювання. 
Локалізований у цитоплазмі, ядрі, мембрані, ендосомах.